# Dmitrij Dołmatow
Dmitrij Iwanowicz Dołmatow (ros. Дмитрий Иванович Долматов, ur. 8 września 1893 we wsi Kożyno w guberni kostromskiej, zm. 28 lutego 1920 w Kostromie) – rosyjski rewolucjonista.

## Życiorys
Do 1916 studiował na Wydziale Prawnym Uniwersytetu Petersburskiego (ukończył 3 semestry), 1916-1917 służył w rosyjskiej armii, od października 1916 do lutego 1917 uczył się w szkole chorążych w Odessie. W marcu 1917 wstąpił do SDPRR(b), w lipcu 1917 został aresztowany, we wrześniu 1917 zwolniony, 1918 został zastępcą przewodniczącego Komitetu Wykonawczego Rady Powiatowej w Galiczu, później przewodniczącym powiatowej Czeki w Galiczu. Od września do listopada 1918 kierował powiatowym oddziałem administracyjnym w Galiczu, od listopada 1918 do marca 1919 był żołnierzem Armii Czerwonej, od marca do maja 1919 przewodniczącym Komitetu Wykonawczego Kostromskiej Rady Gubernialnej, od maja do września 1919 zastępcą wojenkoma kostromskich kursów piechoty, następnie do śmierci komisarzem 40 Kostromskich Instruktorskich Kursów Dowódczych Piechoty Armii Czerwonej.